# Campeonato Italiano de Rugby 2017-18
El Campeonato de Rugby de Italia de 2017-18 fue la 88.ª edición de la primera división del rugby de Italia.

## Sistema de disputa
El torneo se desarrolló en dos etapas, una fase regular en la cual los equipos disputaron encuentros en condición de local y de visitante frente a cada uno de sus rivales.
Luego se disputará una etapa de eliminación directa, en la cual los primeros cuatro equipos de la fase regular clasifican a las semifinales en la búsqueda por el campeonato.

## Desarrollo
- Tabla de posiciones:[1]

| Pos. | Equipo          | Encuentros | Encuentros | Encuentros | Encuentros | Tantos | Tantos | Tantos | PB | PB | Puntos |
| Pos. | Equipo          | PJ         | PG         | PE         | PP         | F      | C      | Dif    | BO | BD | Puntos |
| ---- | --------------- | ---------- | ---------- | ---------- | ---------- | ------ | ------ | ------ | -- | -- | ------ |
| 1.º  | Petrarca Padova | 18         | 16         | 0          | 2          | 485    | 237    | +248   | 8  | 2  | 74     |
| 2.º  | Rugby Calvisano | 18         | 14         | 0          | 4          | 553    | 301    | +252   | 11 | 3  | 70     |
| 3.º  | Rugby Rovigo    | 18         | 14         | 1          | 3          | 495    | 304    | +191   | 7  | 2  | 67     |
| 4.º  | Fiamme Oro      | 18         | 11         | 1          | 6          | 412    | 363    | +49    | 6  | 1  | 53     |
| 5.º  | San Donà        | 18         | 10         | 0          | 8          | 453    | 351    | +102   | 6  | 3  | 49     |
| 6.º  | Viadana         | 18         | 8          | 0          | 10         | 371    | 394    | -23    | 5  | 5  | 42     |
| 7.º  | Rugby Reggio    | 18         | 6          | 0          | 12         | 432    | 574    | -142   | 6  | 3  | 33     |
| 8.º  | I Medicei       | 18         | 5          | 0          | 13         | 369    | 430    | -61    | 4  | 6  | 30     |
| 9.º  | SS Lazio        | 18         | 4          | 0          | 14         | 288    | 618    | -330   | 3  | 1  | 20     |
| 10.º | Mogliano        | 18         | 1          | 0          | 17         | 280    | 566    | -286   | 2  | 6  | 12     |

|  | Clasificado a Semifinales. |

### Semifinales
| Equipo 1        | Equipo 2     | Ida   | Vuelta |
| --------------- | ------------ | ----- | ------ |
| Petrarca Padova | Fiamme Oro   | 36-27 | 24-10  |
| Rugby Calvisano | Rugby Rovigo | 9-12  | 24-20  |

### Final
| 18 de mayo de 2018 | Petrarca Padova | 19 - 11 | Rugby Calvisano |  |  |

| Bandera de Italia       |
| Campeón Petrarca Padova |
| Décimo tercer título    |